# Brakel
Brakel là một đô thị ở tỉnh Oost-Vlaanderen. Từ năm 1970, đô thị này bao gồm các làng Nederbrakel, Opbrakel, Michelbeke, Elst, Zegelsem. Năm 1977 Everbeek, Parike và một phần Sint-Maria-Oudenhove được chuyển vào đô thị này. Tại thời điểm ngày 1 tháng 1 năm  2006 Brakel có dân số 13.726 người. Tổng diện tích là 56,46 km² với mật độ dân số là 243 người km². Vùng này có các đồi và thung lũng, là nơi các cua rơ và người đi bộ ưa thích, đóng một vai trò quan trọng trong vòng đua xe đạp Ronde van Vlaanderen.
Giống gà Braekel  được đặt tên theo thị xã này.

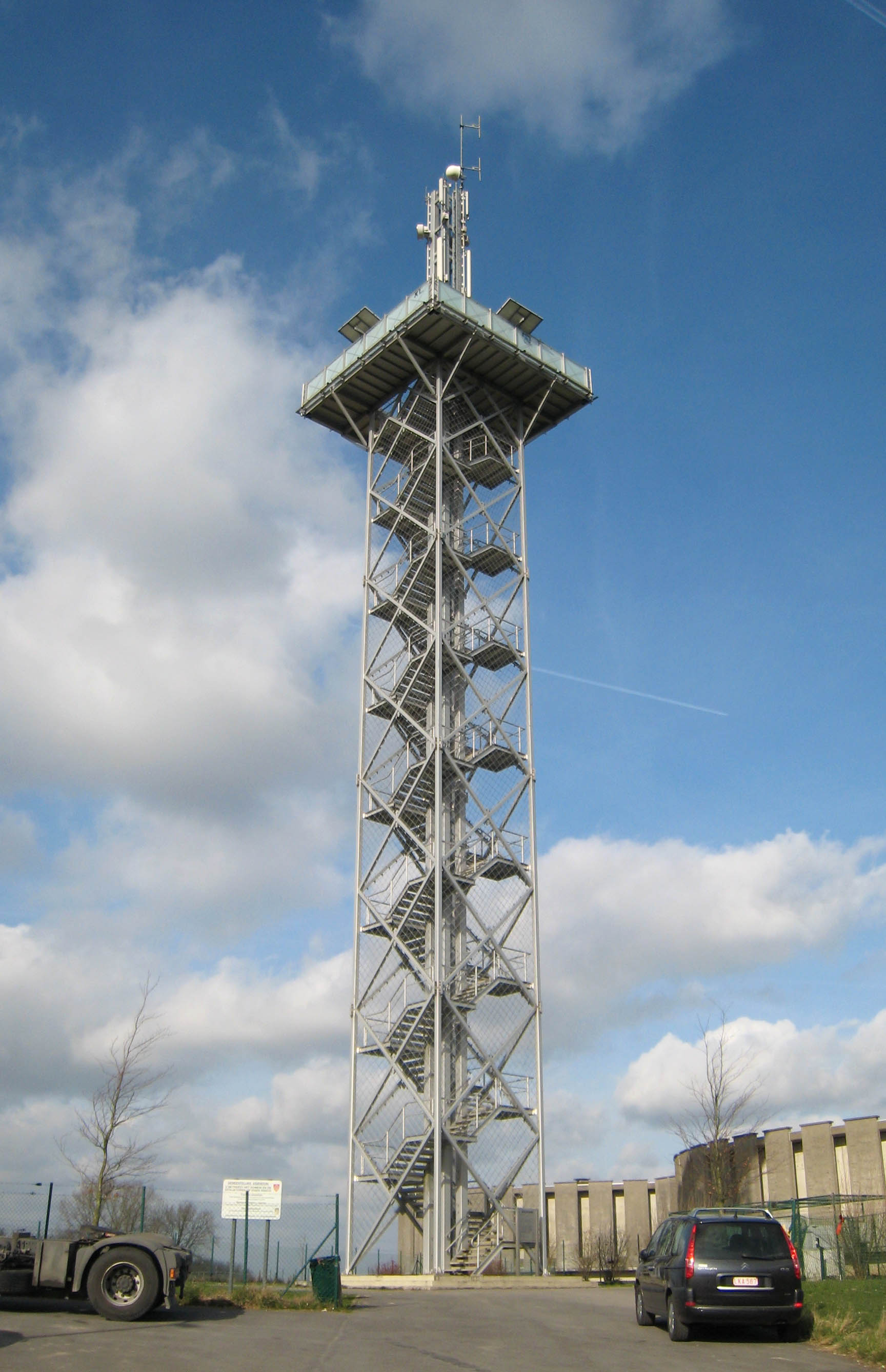
Uitkijktoren

Tháp Uitkijktoren, cao 32 m là một tháp quan sát được khai trương tháng 4 năm 2001. It tọa lạc ở 50°48′45″B 3°44′21″Đ / 50,8124°B 3,7391°Đ trên Twaalfbunderstraat, tây bắc Nederbrakel. 

## Dân địa phương nổi tiếng
- Herman De Croo, nhà chính trị, cựu chủ tịch Hạ viện Bỉ
- Robbie McEwen, cu rơ, thắng 12 chặng vòng đua Tour de France
- Peter van Petegem, cu rơ, thắng Paris-Roubaix và Ronde van Vlaanderen
- Lietbertus, linh mục